# Dipartimento di Sarmiento (Chubut)
Sarmiento è un dipartimento argentino, situato nella parte meridionale della provincia del Chubut, con capoluogo Sarmiento.

## Geografia fisica
Esso confina a nord con il dipartimento di Paso de Indios, a est con quello di Escalante, a sud con la provincia di Santa Cruz, e ad ovest con il dipartimento di Río Senguer.
Il dipartimento fa parte della comarca del Río Senguer-golfo San Jorge.

## Società

### Evoluzione demografica
Secondo il censimento del 2010, su un territorio di 14.563 km², la popolazione ammontava a 11.396 abitanti, con un aumento demografico del 30,6% rispetto al censimento del 2001.

## Amministrazione
Nel 2001 il dipartimento comprendeva:
- 1 comune (municipio) di prima categoria: Sarmiento.
- 1 comune rurale (comuna rural): Buen Pasto.